# Обична грмуша
Обична грмуша (лат. Curruca communis) је честа и широко распрострањена типична грмуша која се гнезди широм Европе и већег дела умерене западне Азије. Ова мала птица певачица је јако миграторна и зимује у тропској Африци, Арабији и Пакистану .

## Таксономија
Енглески орнитолог Џон Латам је описао обичну грмушу 1783. године у свом делу „A General Synopsis of Birds“, али је увео биномно име Sylvia communis у додатку овом делу, који је објављен 1787. године. Специфични епитет communis је латински израз за „обичан“. Обична грмуша се сада сврстава у род Curruca који је увео немачки природњак Јохан Матеус Бехштајн 1802. године.
Обична грмуша може изгледати као блиско повезана са грмушом чаврљанком, јер се врста развила тек крајем последњег леденог доба, слично као брезов звиждак и обични звиждак. Међутим, истраживачи су открили да је присуство белог грла непоуздан морфолошки маркер за сродство код Curruca, а обична грмуша и грмуша чаврљанка нису у блиском сродству Молекуларно филогенетска студија Sylviidae објављена 2011. године открила је да су унутар рода Curruca обична грмуша и грмуша чаврљанка чланови различитих клада и стога нису сестринске врсте.
Препознате су четири подврсте:
- Curruca communis communis (Latham, 1787) – гнезди се у Европи до северне Турске и северне Африке; зимује у западној и централној Африци
- Curruca communis volgensis (Domaniewski, 1915) – гнезди се у југоисточној европској Русији, западном Сибиру и северном Казахстану; зимује у источној и јужној Африци
- Curruca communis icterops (Ménétries, 1832) – гнезди се у централној Турској до Туркменистана и Ирана; зимује у источној и јужној Африци
- Curruca communis rubicola (Stresemann, 1928) – гнезди се у планинама централне Азије; зимује у источној и јужној Африци

## Опис
Ово је једна од неколико врста Curruca које имају различито мушко и женско перје. Оба пола су углавном смеђа одозго и жућкасто-жућкаста одоздо, са кестењастим ресама на секундарним летним перима. Одрасли мужјак има сиву главу и бело грло. Женка нема сиву главу, а грло је тупље.
Песма обичне грмуше је брза и гребућа, са прекорним тоном. Хрупав, благо назалан, зов звучи као "вед-вед" или "војд-војд". Упозоравајући крик је дуг, груб „чехр“ који подсећа на крик дугорепе грмуше (Curruca undata).

## Распрострањеност и станиште
Обична грмуша је птица отворених простора и пољопривредних култура, са жбуњем за гнежђење. Гнездо гради у ниском жбуњу или купини, и полаже 3-7 јаја. Као и већина грмуша, инсектојед је, али ће јести и бобице и друго меко воће.
У Европи, западне и источне популације обичних грмуша имају различите стратегије митарења и премиграције како би искористиле залихе хране пре него што напусте своја подручја за размножавање као и подручја где зимују.